# Jean-Nicolas Geoffroy

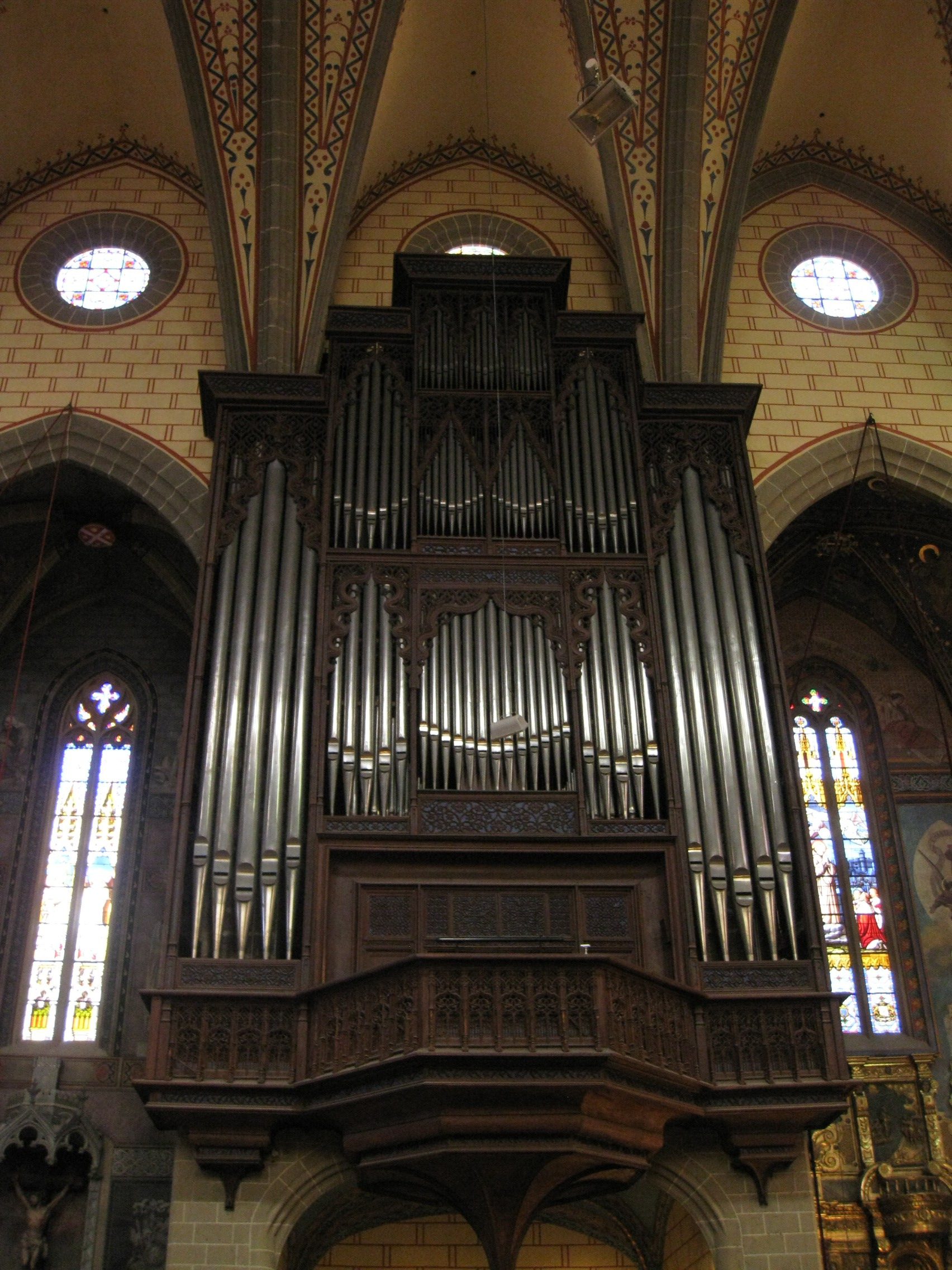
Orgel der Kathedrale von Perpignan, an der Geoffroy Organist war

Jean-Nicolas Geoffroy (* 1633; † 11. März 1694 in Perpignan) war ein französischer Cembalist, Organist und Komponist.

## Leben
Über sein Leben und Wirken vor 1690 ist wenig bekannt, vermutlich war er ein Schüler von Nicolas Lebègue. Geoffroy war Organist der Kirche Saint-Nicolas-du-Chardonnet in Paris, später in Perpignan an der Kathedrale Saint-Jean-Baptiste. Hier galt er als ein Kenner des Orgelbaus.
Sein Cembalowerk ist vergleichbar mit den Kompositionen von François Couperin und Jean-François Dandrieu und gehört zu den wichtigen Werken des französischen Barock. In seinem als Manuskript erhaltenen Hauptwerk „Livre de clavecin“, das nach seinem Tod erschien, vereinigte er 217 eigene und 38 Bearbeitungen fremder Kompositionen für Cembalo, die systematisch in allen Dur- und Moll-Tonarten gesetzt sind. Des Weiteren sind Messen und einige Kammermusikwerke von Geoffroy überliefert. Seine Orgelwerke zeichnen sich durch Leichtigkeit und Anmut aus. Seine liturgischen Kompositionen, in denen sich instrumental begleitete Chorsätze mit Orgelversen abwechseln, sind in ihrer Zeit in Frankreich ohne Parallele.